# سن جیمینیانو
سن جیمینیانو (به ایتالیایی: San Gimignano) یک کومونه و میراث جهانی یونسکو در ایتالیا است که در استان سیه‌نا واقع شده‌است.

## خصوصیات
سن جیمینیانو ۱۳۸ کیلومترمربع مساحت و ۷٬۱۰۵ نفر جمعیت دارد و ۳۲۴ متر بالاتر از سطح دریا واقع شده‌است.

## خواهرخوانده
شهرهای میرزبورگ، چسکی کروملوف، مستیا ، Clermont-l'Hérault و لودویگسهافن خواهرخوانده‌های سن جیمینیانو هستند.

## نگارخانه

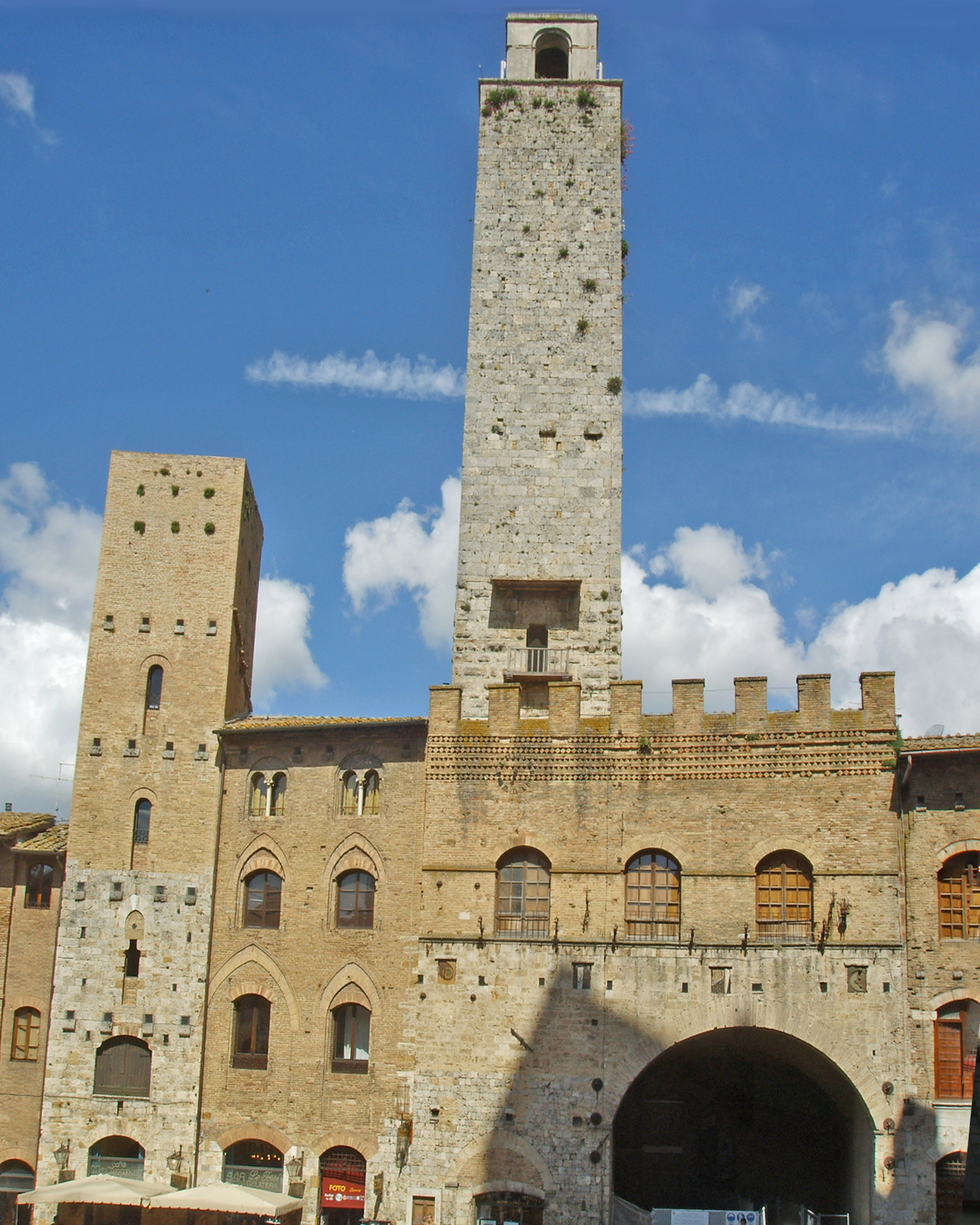
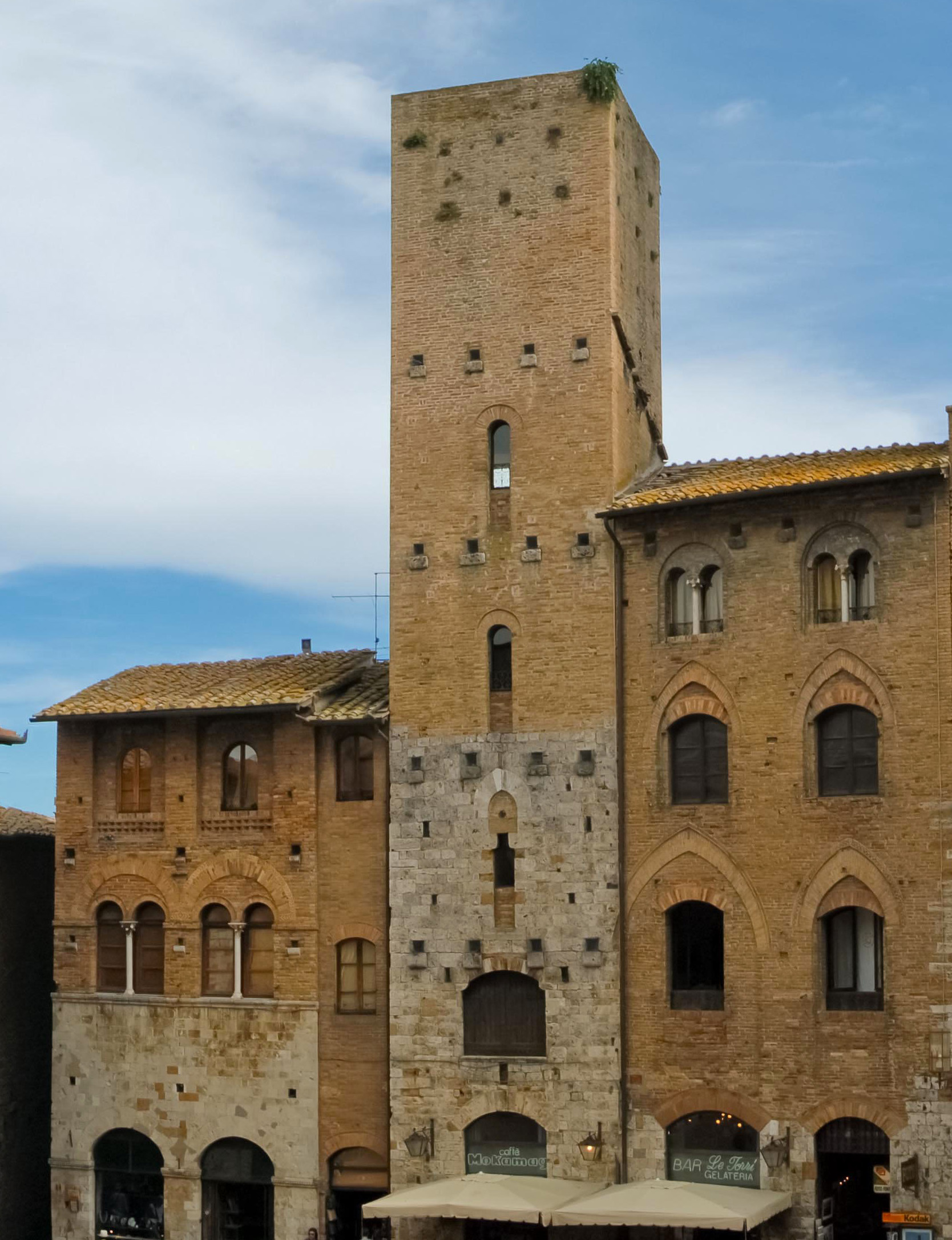
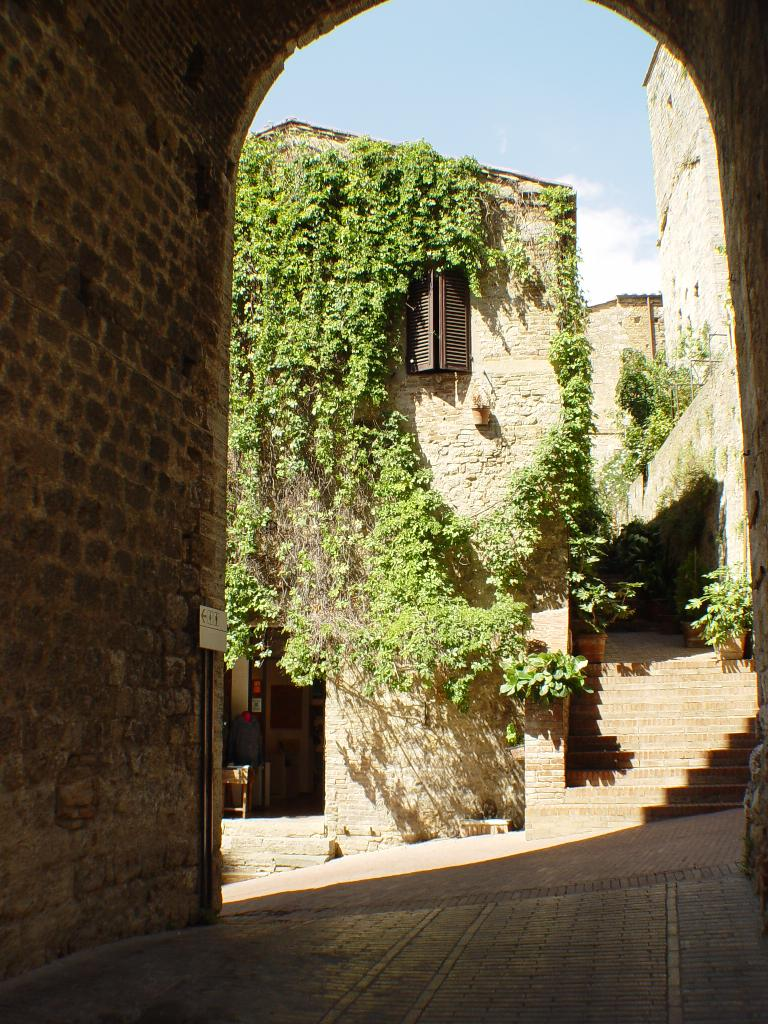
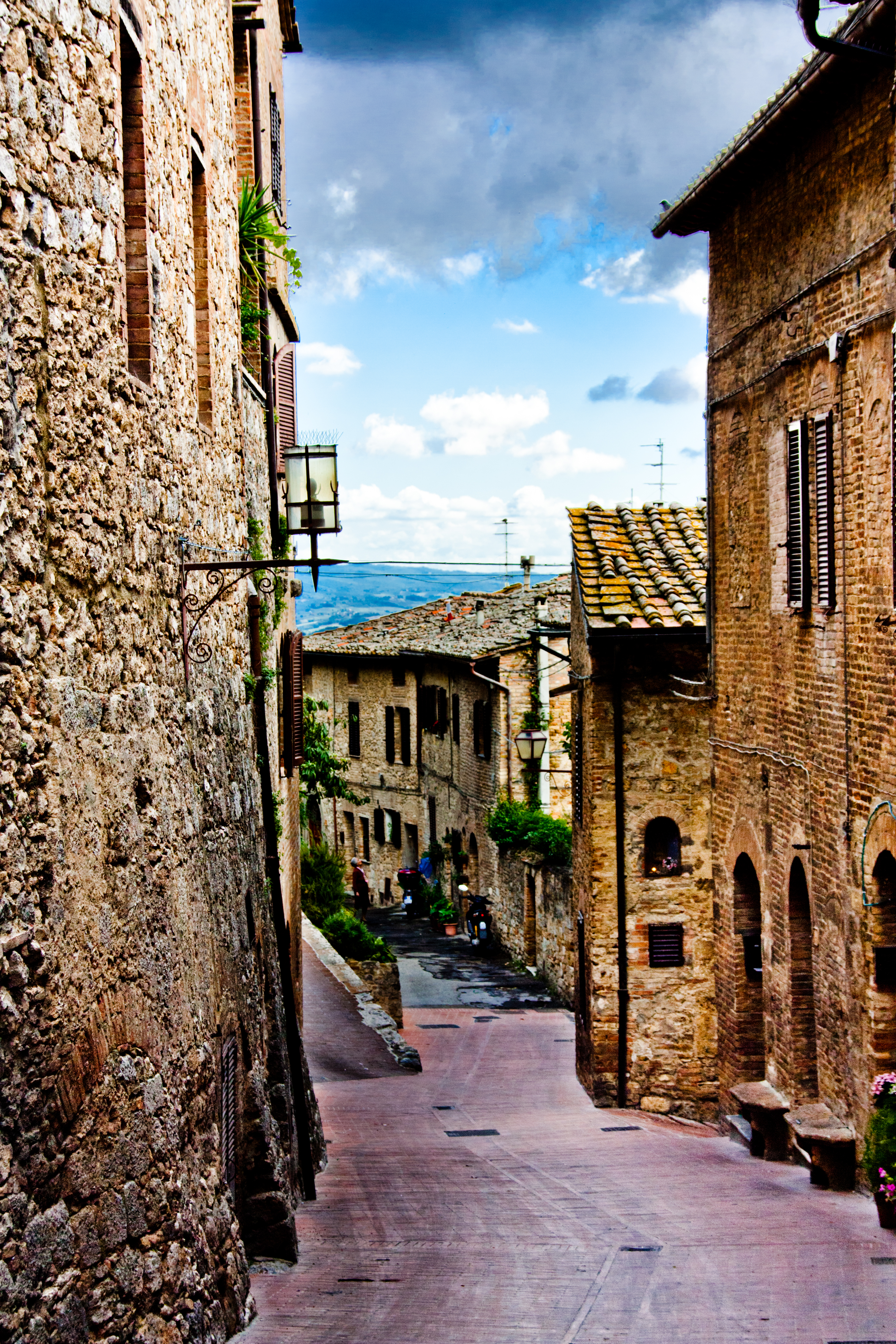
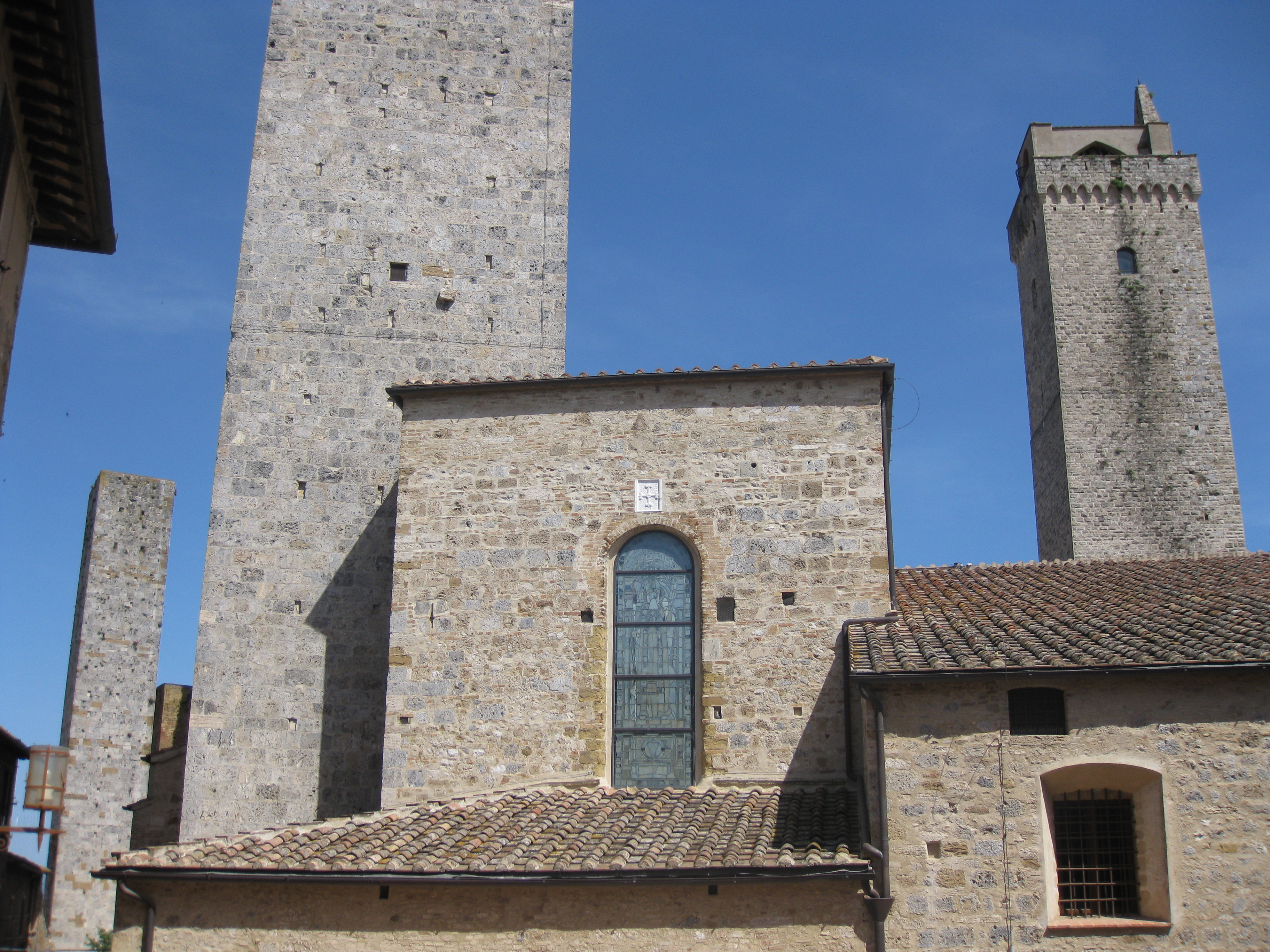
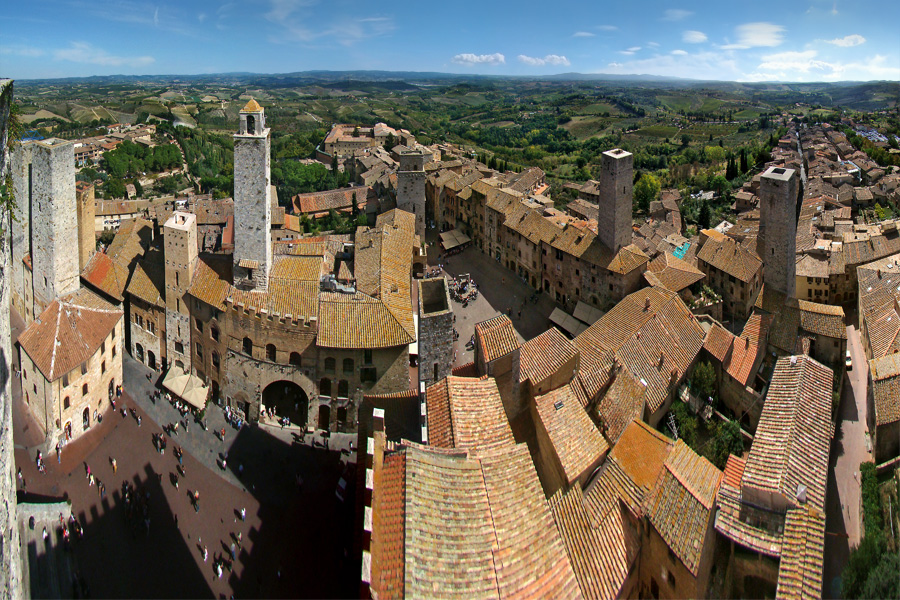
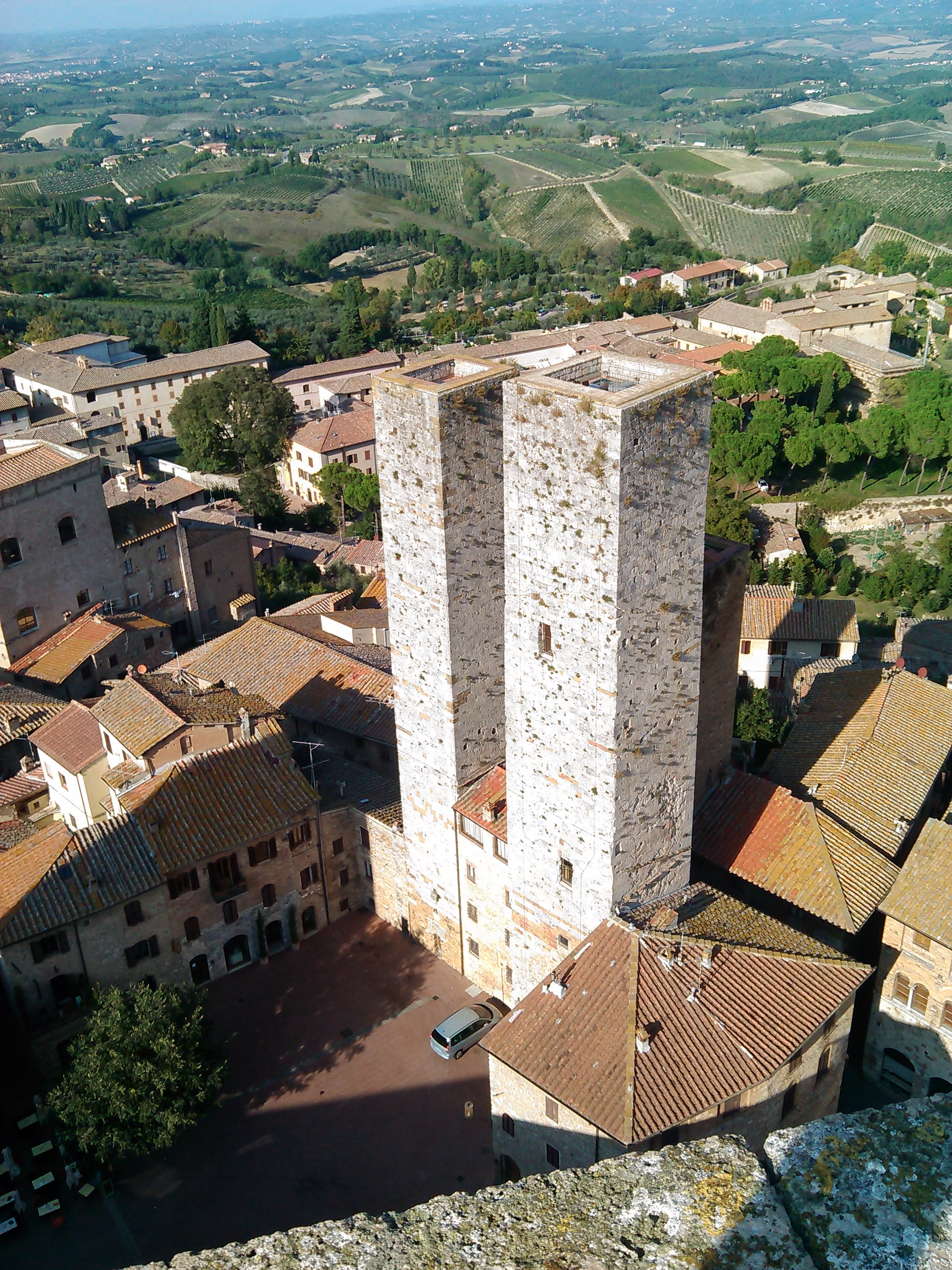
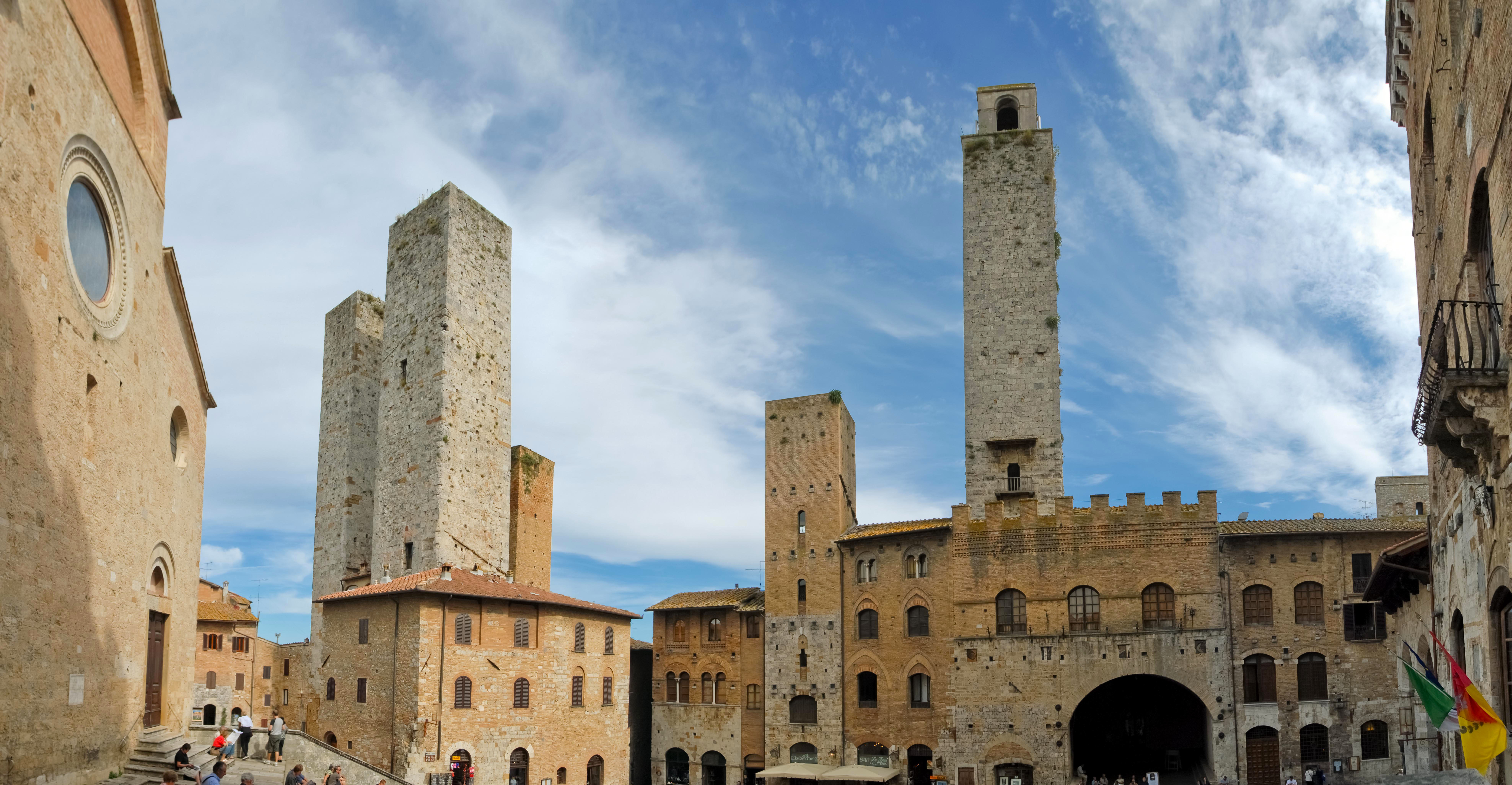
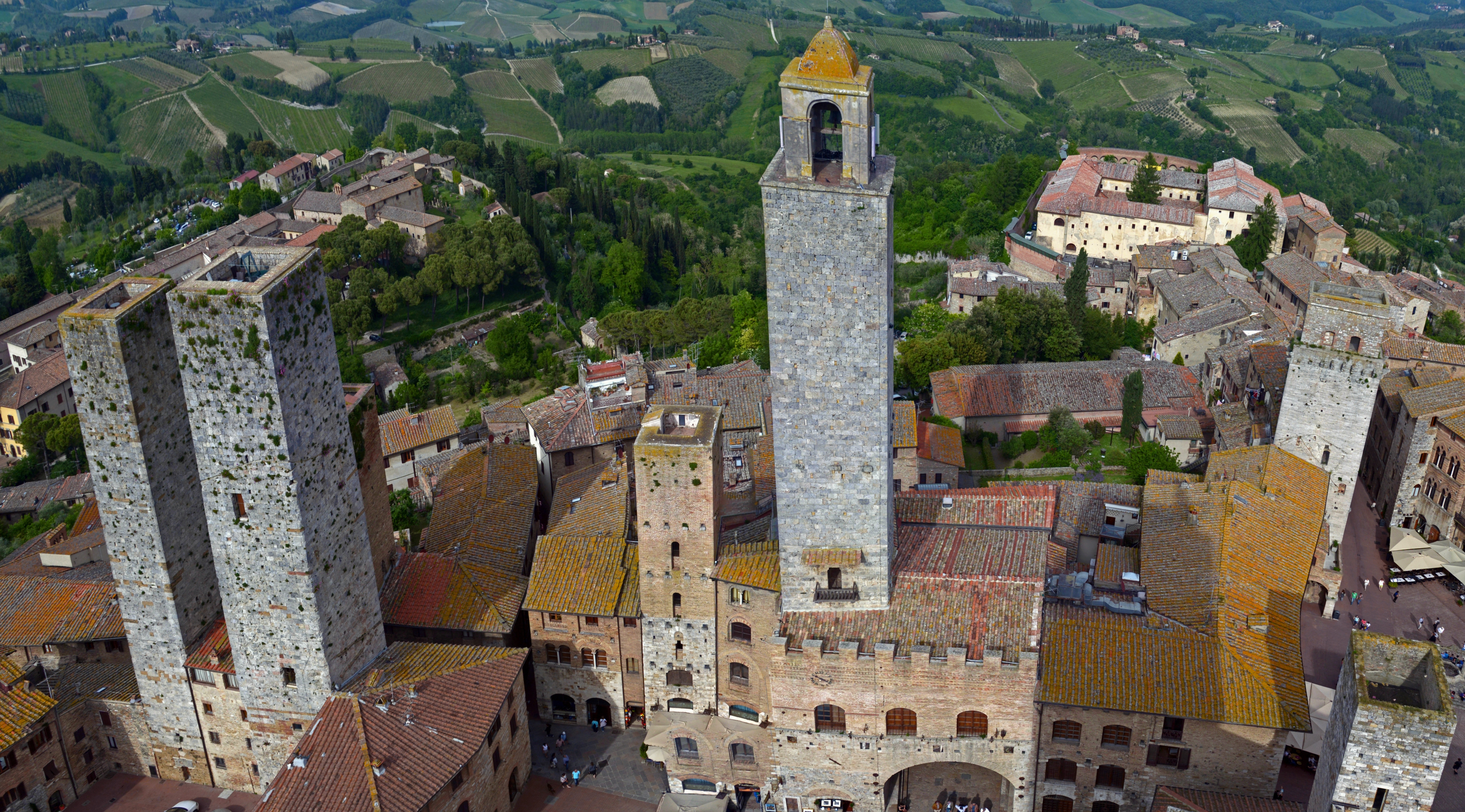